# حمام قیصریه

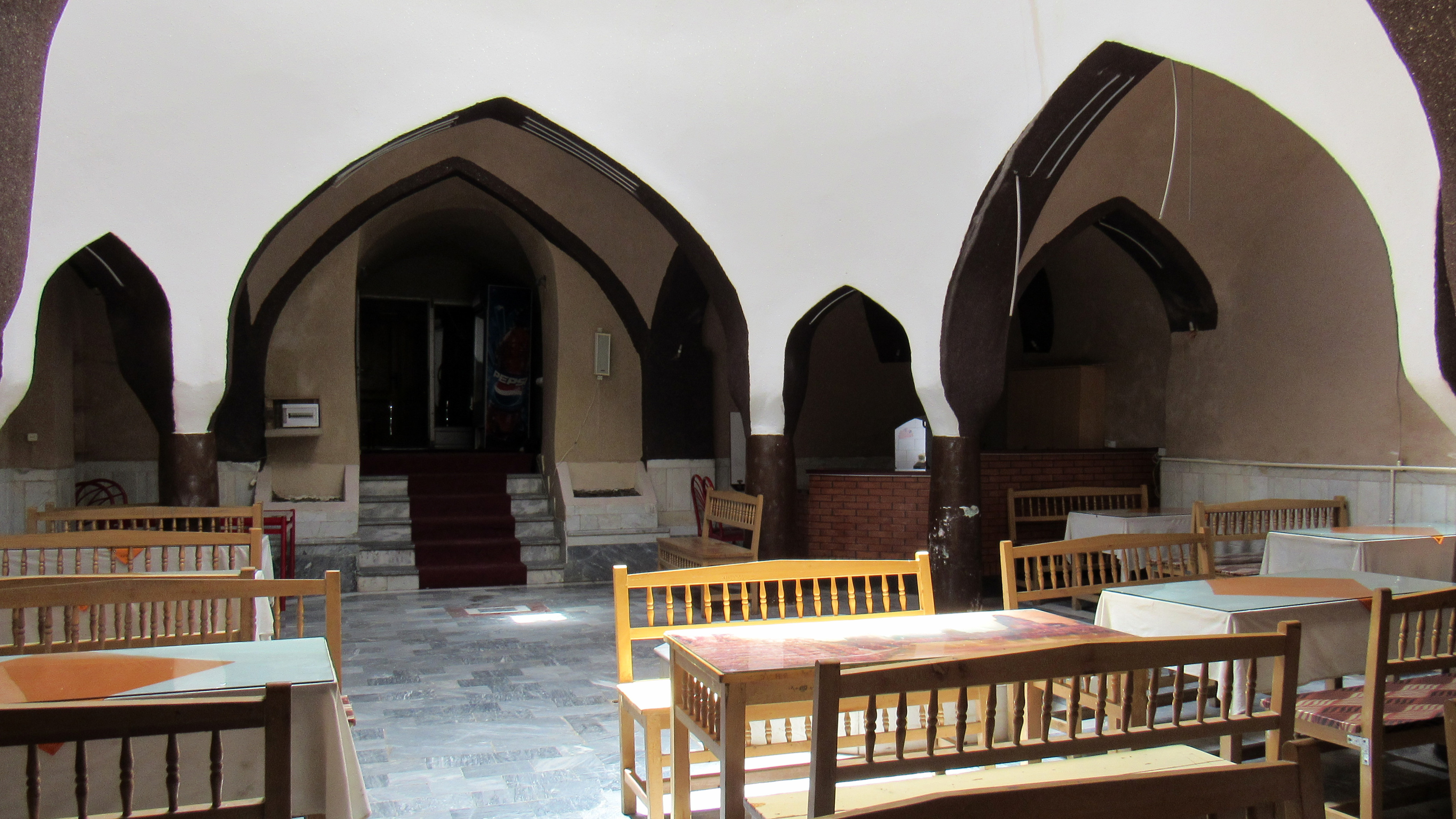
نمایی دیگر از حمام

حمام قیصریه مربوط به دوره قاجار است و در سبزوار، ضلع شمالی خیابان بیهق، مقابل مدرسه فخریه واقع شده و این اثر در تاریخ ۱۱ دی ۱۳۸۰ با شمارهٔ ثبت ۴۶۶۸ به‌عنوان یکی از آثار ملی ایران به ثبت رسیده است.